# Meleszki
Meleszki (ukr. Мелешки) – wieś na Ukrainie, w rejonie jaworowskim (do 2020 roku w rejonie mościskim) obwodu lwowskiego.